# メイ・エイベル・スミス

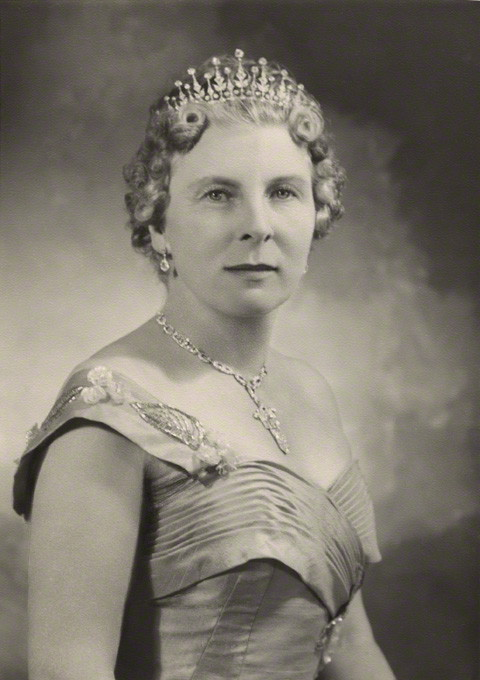
レディ・メイ

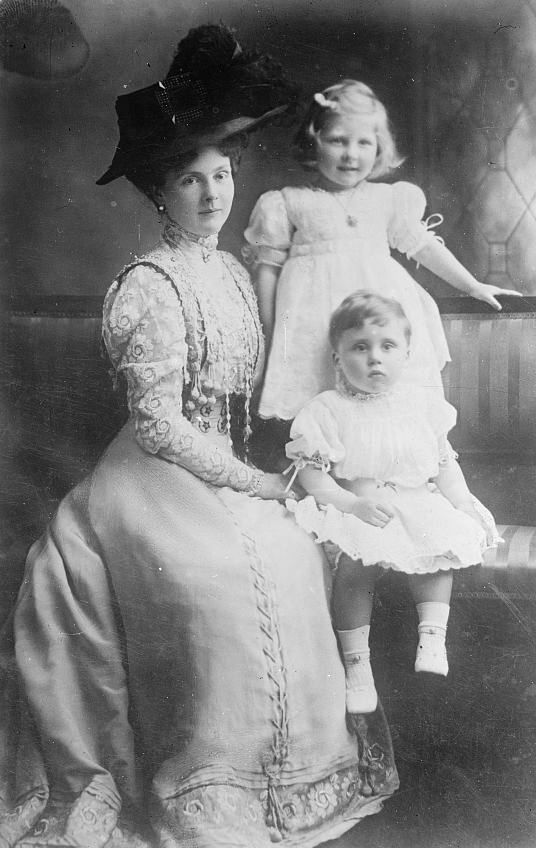
メイ、母アリス及び弟ルパート、1909年頃

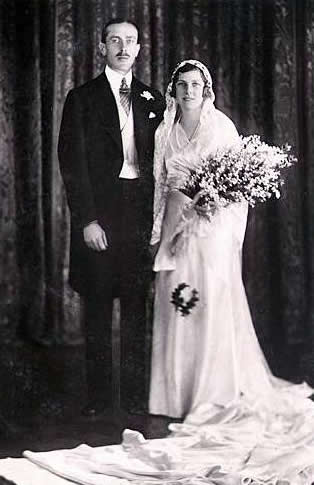
1931年成婚時記念写真

メイ・ヘレン・エマ・エイベル・スミス（Lady May Helen Emma Abel Smith, 1906年1月23日 クレアモント・ハウス - 1994年5月29日 ロンドン）は、20世紀のイギリス王室の広義の成員。ヴィクトリア女王の曾孫。陸軍将校の妻としてイングランドで生涯を送ったが、夫がクイーンズランド州総督の公職にあった期間は総督夫人としてオーストラリア赴任に同行した。

## 生涯
アレグザンダー・オブ・テック公子と、ヴィクトリア女王の孫娘アリス・オブ・オールバニ王女の間の第1子・長女として、英王室所有のクレアモント・ハウスで誕生。洗礼名メイは父の姉で国王ジョージ5世の妻であるメアリー王妃の愛称に因むものである。
初名はプリンセス・メイ・オブ・テック（Princess May of Teck）だが、第一次世界大戦中の1917年にジョージ5世が国民の反独感情を慮って自身及び親族のドイツ由来の家名・称号の放棄を決めた際、テック家一族が新たに名乗った「ケンブリッジ」姓となる。同時に、父が国王から受けたアスローン伯爵位に依拠する伯爵令嬢の礼遇を得て、レディ・メイ・ケンブリッジ（Lady May Cambridge）となった。王室の縁者として様々な行事に参列、1923年には又従兄ヨーク公爵（後のジョージ6世）の婚礼において、花嫁エリザベス・ボーズ＝ライアンのブライズメイドを務めている。
1931年24日、両親の居館ブラントリッジ・パークのあるウェスト・サセックス・バルコムのセント・メアリー教区教会にて、近衛騎兵連隊所属の陸軍中尉で父の副官を務めていたヘンリー・エイベル・スミスと結婚。夫はノッティンガムシャーの銀行家一族に始まるスミス・アンド・キャリントン家の一員で、後に陸軍中佐まで昇進、サーの称号を得ている。この婚礼のブライズメイドにはヨーク公爵夫妻の長女エリザベス・オブ・ヨーク（後のエリザベス2世女王）の他、メイの又従妹のスウェーデン王女イングリッドと従妹のザクセン＝コーブルク＝ゴータ公女ジビラが含まれており、後者2人が知り合ったことがきっかけで、ジビラはスウェーデン王室に嫁ぎカール16世グスタフ王の母となった。
1958年エリザベス2世はヘンリー・エイベル・スミスをオーストラリアのクイーンズランド州総督に任命、エイベル・スミス夫妻は1966年の退任まで豪の同州の州都ブリスベンに住み総督府の公務をこなした。晩年はバークシャー・ウィンクフィールドのバートン・ロッジ（Barton Lodge）で隠居生活を送った。
1994年死去し、ウィンザー城セントジョージ礼拝堂にて葬儀が行われ、王室代表としてエリザベス女王の従弟妹であるグロスター公爵とアレグザンドラ王女が出席した。1994年6月9日埋葬式があり、遺骸は前年死去していた夫と共にフロッグモアの王室墓地に埋葬された。

## 子女
夫との間に子女3人。
- アン・エイベル・スミス（英語版）（1932年 - ） - 1957年から1981年の間デヴィッド・リデル＝グレンジャー（英語版）と結婚していた。夫はフリーメーソン・スコットランド・グランドロッジのグランドマスターを務めた。
- リチャード・エイベル・スミス（英語版）（1933年 - 2004年） - 近衛騎兵連隊所属の陸軍大佐。
- エリザベス・エイベル・スミス（1936年 - ） - 1965年から1975年の間ピーター・ロナルド・ワイズ[8]と結婚していた。

## 引用・脚注
1. ↑  “Lady May Helen Emma Abel Smith”.  National Portrait Gallery, London. 12 Augusut 2024閲覧。 エラー: 閲覧日が正しく記入されていません。（説明）
2. ↑  “The Queen Mother in pictures - The royal wedding group photograph”.   Daily Telegraph (2012年3月30日). 2018年3月26日閲覧。
3. ↑  “The Royal Wedding of Lady May Cambridge 1931”.   British Pathe. 12 Augusut 2024閲覧。 エラー: 閲覧日が正しく記入されていません。（説明）
4. ↑  Kelly's Directory, 1969, p.114
5. ↑  “A Brief Photo History of Little Royal Kids in Big British Weddings”. Time 2021年1月26日閲覧。.
6. ↑  “Court Circular”. Independent. (1994年6月10日).  オリジナルの2013年12月20日時点におけるアーカイブ。
7. ↑  “Royal Burials in the Chapel since 1805”. College of St George - Windsor Castle. 2023年3月5日閲覧。
8. ↑  National Archives, Records created or inherited by the Home Office, Ministry of Home Security, and related bodies, Division within HO - Constitutional and Royal Departments, HO 124 - Home Office: Warrants for Royal Marriages